# The Unforgiven II
«The Unforgiven II» (укр. «Непрощений II») — четверта пісня з сьомого студійного альбому ReLoad гурту Metallica, що вийшов в 1997 році.
«The Unforgiven II» є сиквелом пісні «The Unforgiven», яка представлена в альбомі Metallica. Ідея написати продовження пісні з п'ятого альбому вперше спала на думку лідерові Metallica Джеймсу Гетфілду. Джеймс говорив, що композиція «The Unforgiven» свого часу не повністю розкрила те, що він хотів сказати і тому давно хотів зробити нову версію. Загалом, обидві пісні схожі за звучанням і в них розкривається схожа тема. Акорди які граються в приспіві «The Unforgiven», граються в куплеті сиквела. Музичні критики сприятливо віднеслися до композиції, але серед фанатів вона не знайшла такої популярності, як, наприклад, її приквел, хоча на думку багатьох шанувальників гурту, «The Unforgiven II» набагато більш мелодійна і красива композиція. В 2008 році Metallica записала останню частину трилогії, яка називається «The Unforgiven III» і дуже сильно відрізняється від двох попередніх пісень.

## Список композицій
Сингл в США
1. «The Unforgiven II»
2. «The Thing That Should Not Be» (концертний запис)

Міжнародний сингл (частина 1)
1. «The Unforgiven II»
2. «Helpless» (концертний запис)
3. «The Four Horsemen» (концертний запис)
4. «Of Wolf & Man» (концертний запис)

Міжнародний сингл (частина 2)
1. «The Unforgiven II»
2. «The Thing That Should Not Be» (концертний запис)
3. «The Memory Remains» (концертний запис)
4. «King Nothing» (концертний запис)

Міжнародний сингл (частина 3)
1. «The Unforgiven II»
2. «No Remorse» (концертний запис)
3. «Am I Evil?» (концертний запис)
4. «The Unforgiven II» (демо)

EP випущений в Японії
1. «The Unforgiven II»
2. «The Thing That Should Not Be» (концертний запис)
3. «The Memory Remains» (концертний запис)
4. «No Remorse» (Live)
5. «Am I Evil?» (Live)
6. «The Unforgiven II» (демо)

## Цікаві факти
- Пісня починається з звуку горна, який звучить в фільмі «На декілька доларів більше» режисера Серджо Леоне.
- Наживо пісня була виконана лише один раз, після того, як гурт виграв звання «Виконавець року» на премії Billboard Music.
- Хлопчик, що знімається в кліпі на цю пісню, також знімався у кліпі на пісню «The Unforgiven».

## Позиції в чартах
| Чарт                     | Найвища позиція |
| ------------------------ | --------------- |
| Australian Singles Chart | 9               |
| US Billboard Hot 100     | 59              |

## Учасники запису
- Джеймс Гетфілд — ритм-гітара, вокал
- Кірк Хаммет — соло-гітара
- Джейсон Ньюстед — бас-гітара, бек-вокал
- Ларс Ульріх — ударні